# تپه مورشاه
تپه مورشاه در شهرستان کوهرنگ، بخش بازفت، روستای حسین‌آباد واقع شده و این اثر در تاریخ ۲۴ فروردین ۱۳۸۲ با شمارهٔ ثبت ۸۲۱۳ به‌عنوان یکی از آثار ملی ایران به ثبت رسیده است.